# Neom
Neom (en arabe : نيوم) est un projet de ville nouvelle futuriste de la province de Tabuk, dans le Nord-Ouest du royaume d'Arabie saoudite, s'étendant sur 170 km entre la mer Rouge et des montagnes culminant à plus de 2 500 m, à proximité de la Jordanie, de l'Égypte et d'Israël.
Le projet a été annoncé en 2017 dans le cadre du plan Vision 2030. Son nom résulte de l'association du grec ancien νέος / néos (« nouveau ») et de m pour le mot arabe مستقبل (mustaqbal), « futur ».

## Description
En plein cœur du désert, ce projet pharaonique est amorcé par le prince Mohammed ben Salmane ben Abdelaziz Al Saoud. Neom aurait une superficie de 26 000 km2 à 26 500 km2 et coûterait plus de 500 milliards de dollars. L'occupation au sol de la ville serait d'à peine 34 km2. Neom empiète sur l'ancien royaume du Hedjaz et forcera quelque 20 000 membres de la tribu des Howeitat à quitter un territoire qu'ils occupent depuis des siècles.
La direction du projet est confiée initialement à Klaus Kleinfeld, membre du groupe Bilderberg. Celui-ci est remplacé en août 2018 par Nadhmi Al-Nasr, vice-président administratif et financier de l'Université des sciences et technologies du Roi Abdallah depuis 2008.
La première partie des travaux devrait être achevée en 2025,,,.
Un système complet d'administration électronique assurera la vie administrative et sociale de la ville. Celle-ci sera organisée comme une société privée dans laquelle il sera possible d'acheter des parts en bourse et qui aura son propre conseil d'administration.
Outre un accès internet à haut débit sans fil, les résidents disposeront de valets robotisés, de taxis drones volants, de plages phosphorescentes et d’une lune artificielle. Un système de reconnaissance faciale couvrira tout le territoire. Un projet de pont qui traverserait le golfe d'Aqaba pourrait relier cette ville à l'Égypte.
Conçue comme une réponse à la Silicon Valley, la ville devrait être alimentée en énergie renouvelable et devenir un centre de biotechnologie, de média et de divertissement.
Ses concepteurs avancent que la ville pourrait générer le plus fort PIB par habitant au monde d'ici à 2030. L'utopie du projet pousse certains critiques à le comparer au film Bienvenue à Gattaca.

### Trojena
Trojena (28° 44′ 04″ N, 35° 25′ 00″ E) a été choisi pour accueillir les IXes Jeux asiatiques d'hiver en 2029. Trojena est implanté à des altitudes allant de 1 500 à 2 600 m sur une superficie de près de 60 km2. Ce sera la première station de ski en plein air du Moyen-Orient.
Une fois achevé, Trojena comprendra un large éventail de logements : appartements, chalets, villas, hôtels, centres de bien-être et hébergements familiaux. Il proposera également toute une gamme de commerces, de loisirs et de restaurants. Des activités telles que le ski, les sports nautiques, la randonnée et le vélo tout-terrain (VTT) côtoieront une réserve naturelle interactive.
La décision d'organiser des jeux d'hiver dans une région où l'absence de précipitations ne permet pas d'enneigement naturel inquiète les architectes, les économistes et les écologistes. Un lac d'eau de mer dessalée devrait alimenter les canons à neige.

### Sindalah
Sindalah est un projet d'îles artificielles de luxe d'une superficie d'environ 840 000 m2. Son objectif est de développer le tourisme haut de gamme. Sindalah abritera, entre autres, un yacht-club, une grande marina de 86 places qui pourra accueillir des yachts jusqu'à 50 mètres, un spa holistique, trois hôtels de luxe, des restaurants et un parcours de golf.

### The Line
Le projet comprend également la ville The Line, qui consiste en deux parois en miroir de 500 m de hauteur, sur 170 km de longueur et environ 200 m de largeur, abritant une ville linéaire.

### Oxagon
Oxagon est un projet de ville flottante de forme d'octogonale. Il deviendra à terme le plus grand port flottant du monde ainsi que la plus grande ville flottante du monde.
Se voulant respectueuse de l'environnement Oxagon sera une ville zéro émission nette de carbone et sera alimentée à 100 % par une énergie propre.

## Controverses
En 2018, après l'assassinat de Jamal Khashoggi, le prince Mohammed ben Salmane déclare que « personne n'investirait [dans le projet] pendant des années ». Les conseillers de Neom, notamment Daniel L. Doctoroff et l'architecte Norman Foster, se seraient éloignés du projet et du prince saoudien.
De plus, les projets basés sur la vision du prince comprennent des technologies qui n'existent pas encore, comme les automobiles volantes, les femmes de chambre robot, la lune artificielle. Une population de 20 000 personnes serait obligée d’être déplacée pour accueillir la ville prévue.
En juin 2020, MBS passe un contrat avec une entreprise américaine de relations publiques et de lobbying pour contrer les critiques et les controverses autour du projet Neom. Le pays signe un contrat de 1,7 million de dollars avec la société de relations publiques Ruder Finn.
En mai 2022, dans le Wall Street Journal, d'anciens employés rapportent que le PDG du projet, Nadhmi Al-Nasr, a favorisé une culture d'entreprise qui « humiliait les expatriés, comportait des demandes excessives et ne combattait pas les discriminations sur le lieu de travail ». M. Nasr, qui est nommé par MBS pour diriger Neom, est accusé d'avoir accablé de reproches et intimidé ses employés pendant son mandat, selon les témoignages de membres actuels et anciens du personnel. En 2022, deux mégaprojets de Vision 2030 sont fusionnés, tandis que les trois projets restants voient leurs dirigeants expatriés partir et leurs cadres supérieurs être remplacés.
Au cours des années 2010 et 2020, l'Arabie saoudite s'est mise à investir massivement dans des événements sportifs. Selon diverses ONG, le prince héritier d'Arabie saoudite cherche à développer un soft power propre à détourner l'attention des violations des droits de l'homme dans le royaume,.

## Expulsion de membres de tribus
Dans un article d'octobre 2020 publié par The Independent, Alya Alhwaiti, un militant basé à Londres qui est porte-parole de la tribu, révèle qu'au début de 2016, lorsque le projet Neom a été lancé, MBS a promis aux Howeitat de faire partie de celui-ci et de partager le développement et l'amélioration de la région. Cependant, ils ont été contraints en 2020 de quitter leurs terres sans aucun endroit où s'installer et ont par ailleurs été menacés par le pouvoir saoudien de « disparaître de la Terre » s'ils s'exprimaient contre le projet, notamment sur les réseaux sociaux. Ce faisant, les autorités saoudiennes ont traqué, arrêté et assassiné des membres de diverses tribus pour avoir remis en question le plan ou refusé de vendre leurs terres ancestrales à l'État. Parmi les opposants, Abdoul Rahim Al-Hwaiti, qui a été assassiné en avril 2020.
Les nombreuses familles menacées d'expulsion rencontrent ainsi une répression très importante de la part du régime. En août 2022, Abdulilah al-Howeiti et Abdullah Dukhail al-Howeiti ont reçu des peines de prison (et des interdictions de voyager pendant 50 ans) après avoir soutenu le refus de leur famille d'être expulsée de Tabuk. En octobre 2022, trois Bédouins, Shadli, Atallah et Ibrahim al-Howeiti, arrêtés en 2020 pour s'être opposés à l'expulsion de leur tribu pour le projet Neom, sont condamnés à mort par le régime du prince Mohammed ben Salmane.
Le 23 janvier 2023, leurs peines sont confirmées par la Cour d'appel pénale spécialisée. Trois autres membres de la tribu Howeitat, Abdelnasser Ahmad Mahmoud, Mahmoud Ahmad Mahmoud et Abdullah Dakhilallah, sont condamnés à respectivement 27, 35 et 50 ans de prison. Le 3 mai 2023, l'ONU et ses experts s'alarment du risque imminent d'exécution de trois membres de la tribu Howeitat en Arabie saoudite et exhortent les autorités saoudiennes à arrêter le processus,.
En mai 2024, le gouvernement saoudien déclare avoir déplacé plus de 6 000 personnes pour faire place au projet, tandis que l'organisation de défense des droits humains ALQST estime que le nombre est plus grand.

### Violation des droits humains
Arte documente en 2024 les destructions des villages situés dans la zone choisie pour construire Neom, ainsi que l’arrestation des habitants qui se sont opposés à l’expropriation de leurs terres. La chaîne de télévision se fonde sur un rapport publié en février 2023 par l’ONG ALQST for Human Rights, qui indique que 47 membres de la tribu Howeitat ont été arrêtés. Malgré les assassinats d'opposants et les multiples violations des droits humains, plusieurs entreprises européennes travaillent sur le projet Neom, dont DSV, Navya, Soletanche Bachy, Thyssenkrupp, Trevi, Volocopter.